# Olympische Sommerspiele 1988/Rudern – Doppelvierer (Frauen)
Der Ruderwettbewerb im Doppelvierer der Frauen bei den Olympischen Spielen 1988 in Seoul wurde vom 20. bis zum 25. September 1988 auf der Misari Regatta Strecke in Hanam ausgetragen. 40 Athletinnen in 10 Booten traten an. Dieser Wettbewerb wurde zum ersten Mal bei Olympischen Spielen ausgetragen, bis 1984 wurden die Wettbewerbe im Doppelvierer mit Steuerfrau ausgetragen.
Der Wettbewerb, der über die olympische Ruderdistanz von 2000 Metern ausgetragen wurde, begann mit zwei Vorläufen mit jeweils fünf Mannschaften. Die jeweils erstplatzierten Boote der Vorläufe qualifizierten sich für das A-Finale, während die verbliebenen acht Boote in den Hoffnungslauf gingen. Im Hoffnungslauf qualifizierten sich die erst- und zweitplatzierten Boote ebenfalls für das A-Finale, während die dritt- und viertplatzierten Boote in das B-Finale zur Ermittlung der Plätze 7 bis 10 gingen.
Im A-Finale am 24. September 1988 kämpften die besten sechs Boote um olympische Medaillen.
Die jeweils qualifizierten Ruderinnen sind hellgrün unterlegt.
Seit der Weltruderverband 1985 den Doppelvierer mit Steuerfrau abgeschafft hat und dafür den Doppelvierer ohne Steuerfrau in das internationale Wettkampfprogramm aufgenommen hat, gewann die DDR bei allen drei Weltmeisterschaften den Titel. Die letzten Olympiasiegerinnen im Vierer mit Steuerfrau waren 1984 die Rumäninnen geworden.
Gleich im ersten Vorlauf unterlagen die Rumäninnen den Vizeweltmeisterinnen aus Bulgarien, die damit auch die erste olympische Bestzeit in dieser Bootsklasse setzten. Im zweiten Lauf dominierten die Damen aus der DDR und sicherten sich die direkte Qualifikation für das A-Finale mit 11,5 Sekunden Vorsprung vor dem Boot aus den Vereinigten Staaten. In den beiden Hoffnungsläufen konnten die Frauen aus Rumänien und aus der Sowjetunion gewinnen, die im ersten Vorlauf die Plätze zwei und drei belegt hatten und auch die zweit- und viertbeste Zeit im Vorlauf gefahren waren. Vor dem Finale ersetzte Rumänien Doina Ciucanu durch Elisabeta Lipă, die am Vortag zusammen mit Veronica Cogeanu schon die Silbermedaille im Doppelzweier gewonnen hatte. Im Finale waren es dann die vier Teams, die im Vorlauf und im Hoffnungslauf gewinnen konnten, die um die Medaillen kämpften. Auf den ersten 1000 Metern lag das Boot aus der DDR immer knapp eine halbe Sekunde vor dem Boot aus Rumänien, während zwei Sekunden dahinter die Boote aus der Sowjetunion und Bulgarien nahezu gleich auf lagen. Die anderen beiden Boote aus der Tschechoslowakei und aus Belgien lagen zur Halbzeit schon über 9 Sekunden hinter dem Boot aus der DDR. Auf den dritten 500 Metern konnten dann die Rumäninnen die Führung übernehmen, allerdings konterten die Frauen aus der DDR auf den letzten 500 Metern und gewannen am Ende mit über zwei Sekunden Vorsprung, in neuer olympischer Bestzeit von 6:21,06 Minuten, die Goldmedaille. Die höchste Bootsgeschwindigkeit auf den letzten 500 Metern hatten aber die Frauen aus der Sowjetunion, denen es gelang die Bulgarinnen und die Rumäninnen zu überholen und die Silbermedaille zu gewinnen. Auch die Bulgarinnen waren gegen Ende des Rennens schneller als die Rumäninnen, die aber einen Vorsprung von 29/100 Sekunden retten konnten und so die Bronzemedaille gewannen.

## Titelträger
| Weltmeisterinnen | Deutsche Demokratische Republik Besatzung: Kerstin Pieloth, Birgit Peter, Jutta Behrendt, Jana Sorgers | Kopenhagen 1987 |

## Vorläufe
Dienstag, 20. September 1988
- Qualifikationsnormen: Platz 1 -> Finale A, ab Platz 2 -> Hoffnungslauf

### Vorlauf 1
| Platz | Nation           | Athletinnen                                            | Zeit (min) | Qualifikation |
| ----- | ---------------- | ------------------------------------------------------ | ---------- | ------------- |
| 1     | Bulgarien        | Anachriewa, Christowa, Tochewa, Welinowa               | 6:23,22 OR | Finale A      |
| 2     | Rumänien         | Bălan, Minea, Cogeanu, Ciucanu                         | 6:26,95    | Hoffnungslauf |
| 3     | Sowjetunion      | Kalimbet, Masij, Frolowa, Dumtschewa                   | 6:35,55    | Hoffnungslauf |
| 4     | Tschechoslowakei | Krejčová, Mikysková, Novotníková-Kurhajcová, Soukupová | 6:41,03    | Hoffnungslauf |
| 5     | Frankreich       | Coupat, Dubosquelle-Jullien, Gossé, Lafon              | 6:49,29    | Hoffnungslauf |

### Vorlauf 2
| Platz | Nation             | Athletinnen                               | Zeit (min) | Qualifikation |
| ----- | ------------------ | ----------------------------------------- | ---------- | ------------- |
| 1     | DDR                | Förster, Mundt, Schramm, Sorgers          | 6:31,40    | Finale A      |
| 2     | Vereinigte Staaten | Cassuto, Herron, Marshall, Martin         | 6:42,93    | Hoffnungslauf |
| 3     | Belgien            | Bredael, Focque, Haesebrouck, Vandermoere | 6:43,56    | Hoffnungslauf |
| 4     | Niederlande        | Compaan, Pentenga, Wessel, Zeekant        | 6:45,27    | Hoffnungslauf |
| 5     | Ungarn             | Bertényi, Cserey, Kapócs, Sarlós          | 6:47,13    | Hoffnungslauf |

## Hoffnungsläufe
Mittwoch, 21. September 1988
- Qualifikationsnormen: Platz 1-2 -> Finale A, ab Platz 3 -> Finale B

### Hoffnungslauf 1
| Platz | Nation      | Athletinnen                               | Zeit (min) | Qualifikation |
| ----- | ----------- | ----------------------------------------- | ---------- | ------------- |
| 1     | Rumänien    | Bălan, Minea, Cogeanu, Ciucanu            | 6:26,14    | Finale A      |
| 2     | Belgien     | Bredael, Focque, Haesebrouck, Vandermoere | 6:37,46    | Finale A      |
| 3     | Niederlande | Compaan, Pentenga, Wessel, Zeekant        | 6:38,95    | Finale B      |
| 4     | Frankreich  | Coupat, Dubosquelle-Jullien, Gossé, Lafon | 6:44,15    | Finale B      |

### Hoffnungslauf 2
| Platz | Nation             | Athletinnen                                            | Zeit (min) | Qualifikation |
| ----- | ------------------ | ------------------------------------------------------ | ---------- | ------------- |
| 1     | Sowjetunion        | Kalimbet, Masij, Frolowa, Dumtschewa                   | 6:27,75    | Finale A      |
| 2     | Tschechoslowakei   | Krejčová, Mikysková, Novotníková-Kurhajcová, Soukupová | 6:33,36    | Finale A      |
| 3     | Vereinigte Staaten | Cassuto, Herron, Marshall, Martin                      | 6:39,10    | Finale B      |
| 4     | Ungarn             | Bertényi, Cserey, Kapócs, Sarlós                       | 6:41,24    | Finale B      |

## Finale

### A-Finale
Sonntag, 25. September 1988, 1:10 Uhr MESZ

Anmerkung: zur Ermittlung der Plätze 1 bis 6
| Platz | Nation           | Athletinnen                                            | Zeit (min) |
| ----- | ---------------- | ------------------------------------------------------ | ---------- |
| 1     | DDR              | Förster, Mundt, Schramm, Sorgers                       | 6:21,06 OR |
| 2     | Sowjetunion      | Kalimbet, Masij, Frolowa, Dumtschewa                   | 6:23,47    |
| 3     | Rumänien         | Bălan, Minea, Cogeanu, Lipă                            | 6:23,81    |
| 4     | Bulgarien        | Anachriewa, Christowa, Tochewa, Welinowa               | 6:24,10    |
| 5     | Tschechoslowakei | Krejčová, Mikysková, Novotníková-Kurhajcová, Soukupová | 6:41,86    |
| 6     | Belgien          | Bredael, Focque, Haesebrouck, Vandermoere              | 6:43,79    |

### B-Finale
Freitag, 23. September 1988, 1:53 Uhr MESZ

Anmerkung: zur Ermittlung der Plätze 7 bis 10
| Platz | Nation             | Athletinnen                               | Zeit (min) |
| ----- | ------------------ | ----------------------------------------- | ---------- |
| 7     | Niederlande        | Compaan, Pentenga, Wessel, Zeekant        | 6:38,70    |
| 8     | Ungarn             | Bertényi, Cserey, Kapócs, Sarlós          | 6:40,91    |
| 9     | Vereinigte Staaten | Cassuto, Herron, Marshall, Martin         | 6:41,28    |
| 10    | Frankreich         | Coupat, Dubosquelle-Jullien, Gossé, Lafon | 6:43,16    |